# Sundbyøster
Sundbyøster er en bydel i Amager Øst i København. Den er en del af Sundbyerne.
Sundbyøster var i 2002-2007 en administrativ bydel, som efterfølgende administrativt blev sammenlagt med Amagerbro under navnet Amager Øst.[kilde mangler]
Sundbyøster Plads ved Amagerbrogade er knudepunkt for legepladsen 'Hjørnet', Sundbyøster Hallen samt Sundbyøster skole.